# Адмиралтейский бульвар
Адмиралте́йский бульвар (1819 — июль 1872) — бульвар в Адмиралтейском районе Санкт-Петербурга. Находился в самом центре города, окружая здание Адмиралтейства. Сейчас на этом месте площадью в 10 га расположен Александровский сад.

## Предыстория бульвара
В 1721 году на будущей территории сада было посажено 4 ряда берёз, и это положило начало Невскому проспекту.

До 1806 года на месте сада находились укрепления Адмиралтейской крепости, позднее, ввиду утраты Адмиралтейством оборонного значения, к Адмиралтейскому лугу добавилось пространство, ранее занимаемое гласисом.
В 1817 году канал, опоясывающий здания Адмиралтейства был засыпан. Луг был частично замощён и в 1819 году вдоль фасада Адмиралтейства началось устройство бульвара.

## История бульвара
Автором проекта бульвара был архитектор Луиджи Руска, за работы на проекте отвечал садовник Уильям Гульд. Изогнутый бульвар, протяжённостью в 1200 метров, шёл от Исаакиевской площади вдоль южного и восточного фасадов Адмиралтейства в сторону Дворцовой пристани на Неве.
Обустройство бульвара продолжалось до 1833 года. Первоначально бульвар включал в себя три ряда лип с кустами сирени, калины и жимолости.
Бульвар очень быстро стал модным местом прогулок среди петербургской аристократии. Известно, что здесь праздно гуляющие дамы и кавалеры обменивались последними новостями столичной жизни. При этом некоторые исследователи полагают, что термин «бульварный» в смысле не слишком высокое качество подаваемых новостей или литературного произведения, произошло именно отсюда, возле Адмиралтейства.
Позже бульвар обустраивали, через какое-то время посадили рябины и дубы. Доступ на бульвар был упорядочен и благоустроен: у входа на бульвар были установлены вертушки-турникеты, а территория была огорожена деревянными перилами. Пятьюдесятью масляными фонарями было устроено освещение.
В 1813 году архитектором В. П. Стасовым здесь был построен Кофейный домик.
В 1817 году канал вокруг Адмиралтейства был засыпан, и это повлекло за собой переустройство бульвара. В 1820 году бульвар был перенесён к зданию Адмиралтейства, его разбил заново садовод Ф. Лямин, а Кофейный домик был перенесён на Каменный остров. В 1824 году восточная часть бульвара была продлена до гранитного спуска на Дворцовой пристани (построенной по проекту Карла Росси) на Неве .
В 1833 году по проекту архитектора Л. И. Шарлеманя строительство бульвара завершилось установкой мраморных скульптур «Геракл Фарнезский» и «Флора Фарнезская». Эти скульптуры являются  копиями с античных скульптур, выполненные в конце XVIII века скульптором П. Трискорни. Они были перенесены в сад из Таврического дворца. Территория за оградой Променада[какого?] стала использоваться как место для народных гуляний. По праздникам, таким как Масленица и Пасха, здесь продолжали устраивать аттракционы.

## Адмиралтейский бульвар в литературе
Именно это место упоминается в произведении А. С. Пушкина: 
«Евгений Онегин» (роман в стихах):

Покамест в утреннем уборе,
Надев широкий боливар
Онегин едет на бульвар
И там гуляет на просторе,
Пока недремлющий брегет
Не прозвонит ему обед.
— Глава первая, строфа XV
Это произведение ещё раз подтверждает воспоминания современников о том, что до конца XIX века с Дворцовой площади открывалась обширная панорама, ограниченная с севера главным фасадом Адмиралтейства, а с юга — зданиями, стоящими по линии нынешнего Адмиралтейского проспекта.